# Лопе Васкес де Акунья
Лопе Васкес де Акунья (исп. Lope Vázquez de Acuña; ? — 1447) — португальский дворянин, 1-й сеньор де Буэндиа. После португальского династического кризиса 1383—1385 годов он поселился в Кастилии в 1397 году, где он получает от короля Энрике III сеньории Буэндиа (Куэнка) и Асаньон (Гвадалахара). Все последующие графы Буэндиа происходят от него.

## Семейная жизнь и окружение
Пятый сын Васко Мартинеса де Акунья, 2-го сеньора Кунья-Алта и Табуа в Португалии, который возглавлял националистически-легитимистскую партию во время династического кризиса в Португали, и его жены Беатрис Лопес де Альбергариа, дочери Лопе Суарес де Альбергариа и его жена Менсия Родригес де Мейра.
Таким образом, он является членом важной португальской семьи, которая поддерживала инфанта Жуана и Дионисио де Португала, сыновей Педру I и Инес де Кастро, против претензий его внебрачного брата Жуана де Ависского. Это окончательно укрепило его положение на троне после кортесов Коимбры в 1385 году, и сначала Акунья остался верен новому монарху, поэтому Лопе Васкес де Акунья был одним из дворян, участвовавших в битве при Алжубарроте (август 1385 г.) в качестве старшего лейтенанта вместе со своими братьями Жилом и Мартином, несущими королевский штандарт.
Однако из-за его конфронтации с Нуну Алварешом Перейрой, которого называли Святым констеблем, братья Лопе, Мартин и Жиль Васкес де Акунья покинули Португалию в 1397 году, поселившись в во владения короля Кастилии Энрике III. От его брата Мартина Васкеса де Акунья, произошли графы Валенсия-де-Дон-Хуан (Леон) и герцоги Осуна (Севилья) и Эскалона, гранды Испании.
В награду за отказ от своих владений в Португалии Лопе получил в 1397 году от короля Энрике III сеньории Буэндиа и Асаньон в Алькаррии, поселившись в Куэнке, где он стал участвовать в муниципальном управлении, занимая такие должности, как регидор в 1417 году. Рыцарь Сьерры в 1422—1423 годах и Альмотасен в 1443—1444 годах.
Благодаря браку с Терезой Каррильо де Альборнос он стал родственником одной из самых важных семей в регионе, дочери Гомеса Каррильо, сеньора Паредес-и-Осентехо, алькайда Хихосдальго-де-Кастилья, старшего алькайда Местаса и Каньядаса, наставника Хуана II, и его жены Уррака Гомес де Альборнос, сеньоры Портильи, Вальдехудиоса и Наваэрмосы.
Однако патримониальная политика рода на территории Куэнки характеризовалась постепенным ущербом из-за продвижения рода Мендоса, где стоит упомянуть фигуру Диего Уртадо де Мендосы, 2-го сеньора Каньете.
3 августа 1446 года, находясь в своем городе Портилья, Лопе Васкес де Акунья составил завещание, в соответствии с которым создал два майоратов: один из городов Буэндиа и Паредес для своего старшего сына Педро де Акуньи и другой из городов Асаньон, половина Вальтабладо для своего другого сына Лопе Васкес де Акуньи.
Лопе Васкес де Акунья, должно быть, умерли в 1447 году, потому что 7 сентября того же года их завещание было раскрыто и опубликовано в Куэнке, и было решено похоронить их в часовне Санта-Каталина рядом с хором церкви Санта-Мария в их городе Буэндиа, который в настоящее время не сохранились.

## Брак и потомство
От брака с Терезой Каррильо-и-Альборнос, сеньорой де Паредес, Портилья-и-Вальтабладо, у него было шестеро детей:
- Педро Васкес де Акунья-и-Альборнос (? — 25 октября 1482), который продолжил род как сеньор Буэндиа и Асаньон, получив титул графства Буэндиа в 1465 году при содействии инфанта Альфонсо.
- Лопе Васкес де Акунья-и-Каррильо де Альборнос (+ 1487), который унаследовал положение своего отца в Куэнке и стал сеньором Асаньона, 1-м графом Вианы и 1-м герцогом Уэте.
- Гомес Каррильо де Акунья (1400—1441), сеньор Хадраке (Гвадалахара), благодаря приданому за его брак благодаря заступничеству констебля Альваро де Луна с Марией де Кастилья, внучкой Педро I и леди королевы Марии де Арагон, через его сына Диего де Кастилья-и-Сандовал и его жена Изабель де Салазар-и-Гусман, дочь мэра Куриэля (Вальядолид), где он был заключен в тюрьму своим дядей Энрике II. Его сын Алонсо Каррильо де Акунья (ок. 1435 — ок. 1510) присоединился к олигархии Толедо и получил сеньории Карасены и Инес от католических монархов. Гомес Каррильо де Акунья похоронен в готической гробнице в пресвитерии собора Сигуэнса вместе со своей женой и дядей епископом Алонсо Каррильо де Альборнос. Потомками этой ветви будут маркизы Карасена, графы Пинто, маркизы Кастрофуэрте, маркизы Ла Вилуэнья и бароны Веласко.
- Алонсо Каррильо де Акунья (1410—1482), архиепископ Толедо с 1446 года, и ключевая фигура в конфликте престолонаследия, возникшем в правление Энрике IV, с самого начала поддерживавшего инфанте Альфонсо, а после его смерти — его сестру Изабель, являвшуюся покровителем брак Изабеллы с Фернандо II Арагонским в 1469 году.
- Леонор Каррильо де Акунья, сеньора половины Портильи, была первой женой Хуана де Сильва-и-Менесеса, 1-го графа Сифуэнтеса (1399—1464), и Альфереса Майора де Кастилья, но умерла, не став графиней.